# 班戈教區
聖公會班戈教區（英語：Diocese of Bangor）是聖公會威爾斯教會的一個教區。轄區位於威爾斯西北部。
教區由聖達尼爾創立於公元6世紀。座堂是班戈座堂。現任主教為安德魯·約翰。